# Ana Palacio
Pour les articles homonymes, voir Palacio.
Ana Isabel de Palacio y del Valle Lersundi, née le 22 juillet 1948 à Madrid, est une femme politique espagnole, membre du Parti populaire (PP).
Juriste universitaire, elle est élue députée au Parlement européen en 1994, puis 1999, où elle préside diverses commissions. En 2002, elle devient la première femme ministre des Affaires étrangères d'Espagne, poste qu'elle occupe jusqu'en 2004. Élue au Congrès des députés, elle rejoint la Banque mondiale deux ans plus tard, n'y restant que quelques mois.

## Biographie

### Carrière d'universitaire
Elle est titulaire d'une licence de droit, sciences politiques et sociologie de l'Université complutense de Madrid. En 1981, elle y devient professeur de sciences politiques, puis intègre, en 1984, l'université nationale d'enseignement à distance (UNED). Dans le même temps, elle passe avec succès son concours d'avocate.
Huit ans plus tard, elle quitte l'enseignement supérieur public et rejoint plusieurs universités privées.

### Députée européenne
Aux élections européennes du 12 juin 1994, elle placée en dixième position sur la liste du Parti populaire conduite par Abel Matutes, et donc élue députée au Parlement européen. Le 22 juillet suivant, elle est désignée vice-présidente de la commission Juridique et des Droits des citoyens.
Reconduite à la moitié de la législature, le 16 janvier 1997, elle conserve la dixième place sur la liste du PP pour les élections du 13 juin 1999, cette fois-ci emmenée par sa sœur, Loyola. Après le scrutin, elle est choisie, le 21 juillet, pour présider la commission Juridique et du Marché intérieur.
En 2000, elle se voit diagnostiquer un cancer du sein, mais continue d'assister aux séances du Parlement européen, le crâne rasé, suscitant émotion et admiration parmi ses collègues,.
Arrivée à la moitié de la législature, le 21 janvier 2002, elle est maintenue dans ses fonctions, sa commission devenant la commission des Libertés et des Droits des citoyens, de la Justice et des Affaires intérieures. Quatre jours plus tard, elle devient présidente de la conférence des présidents de commission, tout en étant choisie comme représentante du gouvernement espagnol à la Convention sur l'avenir de l'Europe, dont elle intègre la présidence, sous la direction de Valéry Giscard d'Estaing.

### Ministre des Affaires étrangères d'Espagne
Lors du grand remaniement ministériel espagnol du 10 juillet 2002, elle est nommée ministre des Affaires étrangères par José María Aznar, en remplacement de Josep Piqué. Elle prend comme première décision de suspendre les négociations en cours avec le gouvernement britannique sur l'avenir de Gibraltar.

#### La crise de l'îlot Perejil
Au lendemain de sa nomination, la Gendarmerie royale marocaine prend possession de l'îlot Perejil, territoire espagnol inhabité au large de Ceuta. Le 14 juillet, elle refuse l'idée d'une intervention armée, affirmant que la force, « on sait toujours quand elle commence, jamais quand elle finit » et défendant la voie diplomatique. Deux jours plus tard, elle rappelle l'ambassadeur espagnol en poste à Rabat, puis un groupe de la Légion espagnole, appuyé par les forces spéciales, prend possession de l'îlot le 17 juillet. Grâce à la médiation des États-Unis, les troupes espagnoles se retirent dès le 20 juillet et un accord est signé entre Palacio et son homologue marocain, Mohamed Benaïssa, le surlendemain, garantissant le retour au statu quo ante bellum.

#### La guerre d'Irak
Au début de l'année 2003 se profile la future guerre d'Irak. Devant le Congrès des députés, fin janvier, elle rappelle que le gouvernement espagnol respectera ses engagements avec les États-Unis, notamment concernant l'utilisation des bases militaires, refusant de préciser s'il en serait de même en cas d'attaque unilatérale ou si des troupes espagnoles pourraient être engagées.
Une semaine plus tard, devant la commission parlementaire des Affaires étrangères, elle ne peut que constater l'isolement du gouvernement, les autres partis critiquant une position « suiviste », y compris Convergence et Union (CiU) et la Coalition canarienne (CC), plus proches alliés du Parti populaire au Congrès. Au cours de son intervention, le 5 février, devant le Conseil de sécurité des Nations unies, elle affirme que l'Irak s'expose à de « graves conséquences » en cas d'inaccomplissement des résolutions onusiennes, qualifiant les preuves présentées par Colin Powell de « inquiétantes », ajoutant qu'il est « important d'envoyer un message à Saddam Hussein ». Le 8 février, au lendemain de manifestations géantes contre l'engagement militaire en Irak, elle dédramatise l'évènement, affirmant que les citoyens ont toujours réagi de la sorte et que c'est le contraire qui l'aurait étonnée. Intervenant de nouveau devant le Conseil de sécurité une semaine plus tard, elle réalise un discours très dur, jugé plus agressif que ceux de Colin Powell ou Jack Straw, les plus fervents défenseurs de l'intervention.
Le 25 février, se tient, au Congrès des députés, un débat sur une résolution proposée aux Nations unies par les États-Unis, le Royaume-Uni et l'Espagne permettant le déclenchement d'opérations militaires. Elle s'oppose alors frontalement au porte-parole socialiste pour les Affaires étrangères, Manuel Marín, expliquant que le gouvernement agit dans le cadre de la légalité internationale, afin de lutter contre le terrorisme mondial, que la force est un moyen de pression efficace et refusant de se prononcer clairement sur le choix de l'Union européenne ou des États-Unis comme alliés privilégiés.
De retour devant le Conseil de sécurité des Nations unies, le 7 mars, elle appelle au vote de la résolution, affirmant que donner plus de temps aux inspecteurs relèverait d'une « stratégie de l'impuissance ». Après le déclenchement des opérations, elle refuse, au début du mois d'avril, de condamner la tournure, plus violente et longue que prévu, que prend le conflit, à la demande du Parti socialiste ouvrier espagnol. Un sondage, publié à la fin de ce mois, lui attribue une note de 3,6/10, soit un recul d'un demi-point en deux mois.

#### La Constitution européenne
En octobre 2003, elle reconnaît, à la suite d'une conférence intergouvernementale (CIG) à Rome, l'existence de divergences au sein de l'Union européenne sur le traité établissant une Constitution pour l'Europe, tout en affirmant la nécessité de réformer le traité de Nice. Sept semaines plus tard, lors d'une réunion des chefs de la diplomatie à Naples, elle fait connaître le « refus ferme » du gouvernement de l'Espagne au projet de compromis présenté par l'Italie, estimant que les demandes de son pays ne sont pas prises en compte. Le lendemain, 29 novembre, les ministres se séparent sur un constat d'échec, ce qui, selon elle, démontre « la fausseté » du consensus annoncé par tous.

### Au Congrès des députés
Le 25 janvier 2004, elle est investie tête de liste du PP aux élections générales du 14 mars dans la province de Tolède. À peine trois jours avant l'élection ont lieu les attentats du 11 mars à Madrid. Le lendemain du massacre, elle envoie une note aux ambassadeurs pour qu'ils confirment que la responsabilité incombe à l'ETA, alors que le ministère de l'Intérieur enquête également sur une piste islamiste.
Élue au Congrès des députés, alors que le Parti populaire passe dans l'opposition, elle est initialement choisie comme porte-parole du groupe conservateur au sein de la commission parlementaire conjointe pour l'Union européenne, mais en prend finalement la présidence, le 27 mai.

### Parcours dans la finance et l'économie
Le 16 juin 2006, elle est nommée vice-présidente et conseillère juridique de la Banque internationale pour la reconstruction et le développement (BIRD ou Banque mondiale), avec qui elle avait déjà un contrat à durée limitée. Elle met fin, le 28 août suivant, à son mandat parlementaire et se retire de la politique. Après avoir été choisie pour intégrer, en juin 2007, la commission pour la libération de la croissance française, présidée par Jacques Attali, elle quitte la Banque mondiale le 15 avril 2008 et devient, le 1er juin suivant, directrice internationale et marketing d'Areva.
Le PP étant revenu au pouvoir à la fin de l'année 2011, elle est nommée, le 23 mars 2012, membre du Conseil d'État par le gouvernement de Mariano Rajoy, aux côtés d'Isabel Tocino, José María Michavila et Juan José Laborda.

### Famille et vie privée
Célibataire et sans enfants, elle est la sœur de Loyola de Palacio, morte en 2006. Elle est cousine du journaliste Hermann Tertsch. Elle est marraine de la promotion 2016-2017 de l'École de formation professionnelle des barreaux de la cour d'appel de Paris avec Guido Raimondi.